# Artemide (nome)
Artemide  è un nome proprio di persona italiano femminile.

## Varianti
- Maschili: Artemidio[1][2]

### Varianti in altre lingue
- Catalano: Àrtemis[3]
- Francese: Artémis
- Greco antico: Ἄρτεμις (Ártemis)[1][4]
- Greco moderno: Άρτεμις (Artemis)[4]
- Inglese: Artemis[5]
  - Maschili: Artemis[5]
- Latino: Artemis[1]
- Lettone: Artemīda
- Lituano: Artemidė
- Polacco: Artemida
- Portoghese: Ártemis
- Russo: Артемида (Artemida)
- Serbo: Артемида (Artemida)
- Spagnolo: Artemisa[3]
- Ucraino: Артеміда (Artemida)
- Ungherese: Artemisz

## Origine e diffusione

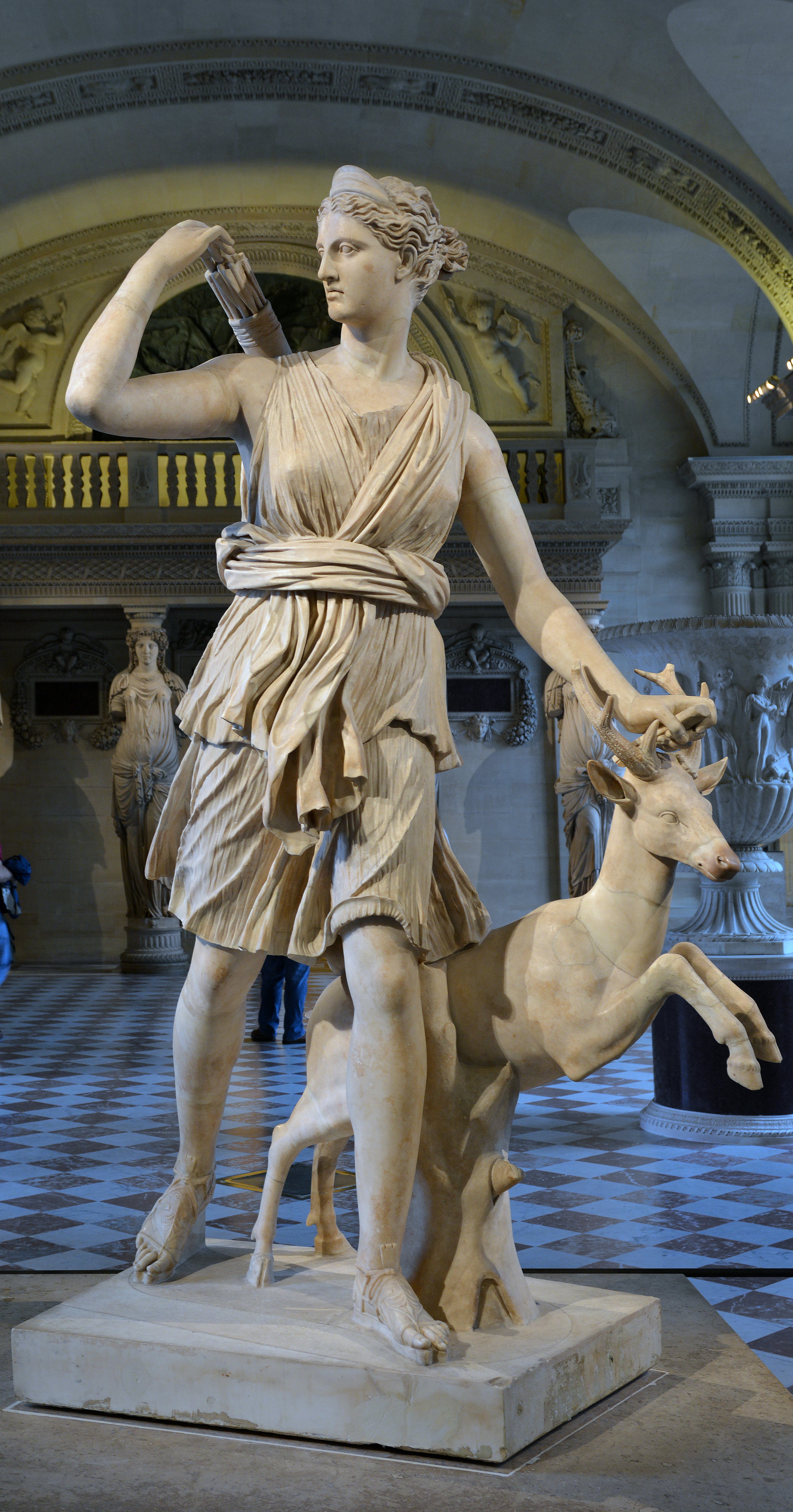
Statua di Artemide conservata al Louvre

Riprende il nome di Artemide, la dea greca della Luna e della caccia, sorella gemella di Apollo, equivalente alla romana Diana; a tale divinità fanno riferimento anche i nomi teoforici Artemio, Artemisia e Artemidoro. La sua etimologia è ignota, e sono state formulate svariate ipotesi in proposito:
- Dai termini greci αρτεμης (artemês, "sicuro", "salvo")[4][5] o αρτεμια (artemia, "ripresa", "recupero"), entrambi provenienti da ἄρτιος (artios, "completo", "perfetto", "sano")[3][5]
- Dal termine greco αρταμος (artamos, "macellaio")[4]
- Dal termine greco ἄρκτος (árktos, "orso")[5]
- Dall'espressione greca ἀήρ τέμνειν (āḗr témnein), "tagliare l'aria"[6], in riferimento allo scoccare delle frecce
- Di origine pregreca, forse minoica, non decifrabile[1][2]

Il suo utilizzo in Italia rappresenta una ripresa colta di epoca rinascimentale, ma è piuttosto scarso.

## Onomastico
L'onomastico si può festeggiare il 15 marzo in memoria di sant'Artemide Zatti, coadiutore salesiano.

## Persone

### Variante Artemis
- Artemis Cooper, scrittrice britannica
- Artemis Spanou, cestista greca

### Variante Artémis
- Artémis Afonso, cestista angolana

## Il nome nelle arti
- Il nome "Artemis", utilizzato però al maschile, è portato da Artemis Fowl II, protagonista di una serie di romanzi dello scrittore irlandese Eoin Colfer, da Artemis Entreri, personaggio dei romanzi di Forgotten Realms scritti da R. A. Salvatore, e anche da Artemis, un gatto presente nella serie manga e anime Sailor Moon.
- Artemide di Bana-Mighdall e Artemis Crock sono due personaggi dei fumetti DC Comics.